# 엘시비오
엘시비오(L.C.B.O, Liquor Control Board of Ontario)는 1927년 설립된 온타리오 주 주류 제어반(盤)(혹은 주정부가 설립한 회사)를 뜻한다. 엘시비오는 캐나다 온타리오주 전역에서 알코올의 함량이 높은 주류를 판매할 수 있는 유일한 곳이며 세계에서 가장 큰 주류 구입자 중의 하나이다. 그러나 맥주는 몰슨 쿠어스(Molson Coors), 인베브(InBev), 삿포로 맥주(Sapporo Brewery)가 함께 소유한 브루워즈 리테일 사(Brewers Retail Inc.)를 통해 비어 스토어(The Beer Store)라는 곳에서도 판매한다. 또한 와인은 와인제조업자(Wineries)가 지정한 하나의 판매점에서 자체 상표를 부착한 와인에 한정하여 판매할 수 있다. 온타리오 주 내 주점이나 음식점에서 주류를 판매하기 위해서는 온타리오 주 주류 허가반(L.L.B.O, Liquor Licensing Board of Ontario)을 통해 주류판매면허를 취득하고 엘시비오(LCBO)나 비어스토어(The Beer Store)를 통해 주류를 구입해야 한다.

## 역사
엘시비오는 1916년부터 발효된 금주법이 1927년 끝남과 동시에 탄생했다. 1924년 온타리오 주 정부는 금주법(The Ontario Temperance Act)을 지속하는 것에 관한 투표에 부쳤고 51.5% 찬성, 48.5% 반대로 법안이 유지됐다. 보수당의 하워드 퍼거슨(Howard Ferguson)은 1926년 주지사 선거에 출마하면서 금주법 완화를 공약으로 내세웠다. 1927년 선거에서 당선된 그는 금주법 찬성파와 반대파의 주장을 적절히 융합한 주류 통제 법령(The Liquor Control Act)을 공포한다. 이 법령은 온타리오 주 안에서의 "모든 주류의 판매와 수송"에 대한 권한을 엘시비오가 갖게 된다고 명시하고 있다. 1961년까지 주민들은 주 정부의 주류구매허가를 획득하고 구매신청서를 작성해야했다. 1969년 허가없이 직접 구매가 이루어지면서 자유롭게 엘시비오에서 주류구매가 허용됐다. 1970년대 엘시비오 매장들은 주류를 매장 안에 전시 판매하기 시작했고, 2000년대에는 매장을 확대하면서 많은 양의 주류를 비치, 판매하기 시작했다. 거의 모든 엘시비오 매장은 빈티지(고급 포도주) 코너와 고급 양주 코너를 운영하고 있다. 현재 엘시비오는 뛰어난 고객 서비스와 폭넓은 상품으로 인정받고 있으며, 주류소비를 줄이기 위한 캠패인도 벌이고 있다. 미성년자의 주류 구매를 막는데로 앞장서고 있다.